# Leopold III. Babenberský
Leopold III. Babenberský (1073, Melk, nebo Gars am Kamp – 15. listopadu 1136, Klosterneuburg) byl v letech 1096 až 1136 rakouský markrabě. Je patron Rakouska, Dolních Rakous, Horních Rakous a Vídně. Katolická církev jej uctívá jako světce. Jeho svátek se slaví 15. listopadu.

## Život
Pro vznik Rakous byla vláda Leopolda III. klíčová. Sňatkem s Anežkou z Waiblingenu, dcerou Jindřicha IV., která byla zároveň vdovou po Fridrichovi Štaufském, si zajistil příbuzenství s oběma německými císařskými rody, svoji další politikou se pokoušel upevnit pozici svého markrabství. Roku 1125 se na základě příbuzenských vztahů neúspěšně pokusil kandidovat na římskoněmeckého císaře.
Leopold III. zemřel roku 1136 a byl pohřben v klášteře Klosterneuburg. Roku 1485 byl kanonizován papežem Innocencem VIII. a roku 1663 císařem Leopoldem I. prohlášen rakouským patronem. Podílel se i na založení cisterciáckého kláštera Heiligenkreuz.